# Моралья, Франческо
Франческо Моралья (итал. Francesco Moraglia; род. 25 мая 1953, Генуя, Италия) — итальянский прелат. Епископ Ла-Специя-Сарцана-Бруньято с 6 декабря 2007 по 31 января 2012. Патриарх Венеции и примас Далмации с 31 января 2012.

## Биография
Учился в Генуэзской духовной семинарии и 29 июня 1977 года был рукоположен в сан священника кардиналом Джузеппе Сири. Впоследствии продолжил обучение в Папском Урбанианском университете, где в 1981 году получил степень доктора богословия. С 1977 по 1978 год преподавал догматическое богословие в Высшей духовной семинарии Генуэзской архиепархии.
С 1979 по 1988 год он был помощником священника в приходе в центре Генуи, а также, к 1986 года, преподавателем догматического богословия на теологическом факультете Северной Италии. С 1986 года он преподавал догматику в Лигурийском институте религиозных наук, а с 1994 по 2007 год возглавлял это учебное заведение. В 1996 году назначен директором управления культуры Архиепархии Генуи. С 2001 года был членом пресвитерского совета.
С 2003 года Франческо Моралья является советником Конгрегации по делам духовенства. В 2004 году назначен каноником кафедрального собора.
6 декабря 2007 года Папа Римский Бенедикт XVI назначил Франческа Моралью правящим епископом епархии Ла Специя-Сарцана-Бруньято. 3 февраля 2008 года в кафедральном соборе в Генуе получил хиротонию (главным святителем был кардинал Анджело Баньяско, архиепископ-митрополит Генуэзский, а сослужителями — архиепископ Мауро Пьяченца, секретарь Конгрегации по делам духовенства, и епископ Бассано Стаффери, епископ-эмерит Ла-Специи). Торжественное введение на престол состоялось 1 марта 2008 года.
31 января 2012 года Бенедикт XVI назначил епископа Франческа Моралью патриархом Венеции и примасом Далмации. Торжественное введение на престол нового патриарха произошло в воскресенье, 25 марта 2012 года.